# Reuss (principato)

Stemma dei principi di Reuss

Reuss (in tedesco Reuß) fu il nome di numerosi stati tedeschi oggi compresi nella regione della Turingia. I reggenti, la casata di Reuss, chiamarono tutti i loro figli maschi con il nome di Enrico sin dalla fine del XII secolo, in onore dell'imperatore Enrico VI che aveva concesso grandi onori a questa famiglia. I membri di questa famiglia hanno il titolo di principe/principessa Reuss, con il trattamento di Altezza Serenissima.

## Storia dei vari stati
Molti degli stati appartenenti alla casa di Reuss, già esistenti prima che venisse formata la Confederazione germanica, divennero in seguito dominii delle due linee rimanenti (i Reuss linea primogenita, o Reuss-Greiz, e i Reuss linea cadetta, o Reuss-Schleiz). Prima di allora i vari stati erano appartenuti al Sacro Romano Impero e alla Confederazione del Reno. 
I territori del futuro Principato di Reuss e le terre circostanti erano pressoché disabitate durante l'alto Medioevo sino all'arrivo del cristianesimo durante il regno dell'imperatore Ottone I. Sotto l'aspetto religioso, la regione era posta sotto la diocesi di Zeitz (eretta nel 968), suffraganea dell'arcidiocesi di Magdeburgo. 
Sotto l'amministrazione germanica l'intera zona venne compresa nel Margraviato di Zeitz. Attorno all'anno 1000 l'imperatore Ottone III permise al margraviato di riscuotere le decime della Turingia mediante Advocati al servizio dall'imperatore stesso. La posizione di queste personalità divenne ereditaria. I principi di Reuss discendevano dagli advocates di Weida.
La discendenza dei signori von Plauen è stata comprovata da documenti dell'età di Eckeberto I (1122), conte d'Osterode. I suoi successori acquisirono gran parte del Vogtland (così veniva definita questa regione, dalla locuzione latina Terra Advocatorum) attraverso feudi o accordi matrimoniali, anche se tra il XIV e il XV secolo persero gran parte di queste acquisizioni in favore del Principato di Sassonia-Meissen (il futuro Regno di Sassonia). Nel 1244 Enrico IV von Plauen entrò in un monastero tedesco e pertanto i suoi figli si divisero i suoi possedimenti, ponendo le proprie capitali rispettivamente a Weida (linea estintasi nel 1535), Gera (linea estintasi nel 1550) e Plauen.
La linea di Plauen si divise a sua volta in due rami: la linea primogenita (che si estinse nel 1572) e la linea cadetta. Enrico, il capostipite della linea di Plauen (morto circa nel 1300), in seguito a una visita compiuta in Russia ricevette il soprannome di "der Reusse" ("il Russo"), il cui nome passò poi all'intera regione sottoposta alla famiglia.
Nel 1426 i "dem Reuss von Plauen" erano feudatari parzialmente autonomi dei duchi di Sassonia, finché nel 1616 furono riconosciuti conti dell'impero immediati e sovrani.
Suddivisi in varie linee comitali, divennero principati nel 1778 e 1806. I due principati rimanenti della casa di Reuss confluirono della Confederazione germanica nel 1815 (Reuss-Greiz e Reuss-Schleiz o linea giovane). Enrico XXII divenne famoso per la propria inimicizia con il Regno di Prussia, opponendo strenua resistenza quando, nell'ambito della guerra austro-prussiana del 1866, le truppe prussiane occuparono i suoi domini. Dovette infine accettare di entrare a far parte prima della Confederazione della Germania del Nord e poi dell'Impero di Germania nel 1871. Fu il solo tra tutti i principi confederati a rimanere sino alla sua morte (1902) un accanito nemico del principe Otto von Bismarck e dell'Impero di Germania. Suo figlio, Enrico XXIV (1878-1927), divenne incapace di governare e la reggenza passò ai principi della linea minore. Alla morte di Enrico XXIV avvenne un'ultima scissione dei territori di Reuss nei principati di Reuss-Greiz e Reuss-Schleiz, poi riuniti.
Alla caduta dell'Impero nel 1918 i domini vennero riuniti e venne proclamata la repubblica.

## Legge di famiglia
Tutti i maschi della linea primigenia del casato Reuss, sin dal Duecento, adottarono il Leitname Enrico, nome a cui aggiungevano il numerale fino al cento, e poi si ricominciava da uno. Dopo l'estinzione della linea primigenia, anche la linea cadetta adottò la medesima usanza, ma, per la legge di famiglia emanata nel 1688, essa fermava la progressione numerica allo scadere del secolo, quando si ricominciava da uno. Si dice che la scelta obbligata del nome derivasse da un omaggio all'imperatore degli Hohenstaufen Enrico VI, che aveva innalzato Heinrich der Reiche (Enrico il Ricco) alla carica di prevosto del Cloister in Quedlinburg.